# SOAP
SOAP (viết tắt từ tiếng Anh Simple Object Access Protocol) là một giao thức do  W3C định nghĩa . SOAP áp dụng XML để xác định dữ liệu dạng văn bản (plain text) qua HTTP và SMTP. Web Service dùng SOAP trong quá trình truyền tải dữ liệu. SOAP không phụ thuộc ngôn ngữ lập trình hay bất cứ nền tảng nào vì nó dùng XML.

## Ví dụ
```
POST
 
/InStock
 
HTTP/1.1
Host:
 
www.example.org
Content-Type:
 
application/soap+xml;
 
charset=utf-8
Content-Length:
 
299
SOAPAction:
 
"http://www.w3.org/2003/05/soap-envelope"

<?xml version="1.0"?>

<soap:Envelope
 
xmlns:soap=
"http://www.w3.org/2003/05/soap-envelope"
>

  
<soap:Header>

  
</soap:Header>

  
<soap:Body>

    
<m:GetStockPrice
 
xmlns:m=
"http://www.example.org/stock"
>

      
<m:StockName>
IBM
</m:StockName>

    
</m:GetStockPrice>

  
</soap:Body>

</soap:Envelope>

```